# Сигуайо (язык)
Сигуайо или сивайо (Siwayo) — исчезнувший язык, на котором говорили жители полуострова Самана в Эспаньоле (ныне Доминиканская Республика) к моменту испанского завоевания. По мнению современных исследователей, сигуайо поселились в этой местности раньше аграриев-таино, населявших большую часть острова. К моменту первого контакта с испанцами язык был на грани исчезновения и вскоре вымер.
На языке сигуайо говорили на северо-восточном побережье Римско-католической епархии Магуа от Нагуа на по крайней мере до реки Юна, и по всему полуострову Самана.

## Лексика
О языке сигуайо (сивайо) известно мало. С достоверностью можно сказать что он отличался от двух других языков острова — таино и масорис.
Единственными засвидетельствованными словами являются «золото», tuob (предположительно [tuˈob] или [ˈtwob]) и несколько географических названий, таких как Quizquella (предположительно [kisˈkeja]), что означает «очень гористый». Структура слов нехарактерна для аравакских или карибских языков (а также языка варао), поскольку языки этих семейств имеют простые структуры слогов V и CV даже в заимствованных словах, которые изначально были CCV или CVC. Гранберри и Веселиус (2004) предполагают, что самые близкие параллели могут быть в языках толан в Гондурасе.
Granberry & Vescelius (2004) анализируют морфемы слов tuob «золото» и Quizquella «очень горный» следующим образом:
to-wb (e) 'золото'
- to — (ср. восточный тольский t 'тяжелый (тяжесть)')
- — w — (ср. Восточный Тол — w — 'его')
- — b (e) (ср. Восточный Тол — pe 'камень')

kʰis-kʰe-ya 'очень горный'
- kʰis — (ср. восточный тольский kis «твёрдый камень»)
- — kʰe — (ср. редупликация в восточном тольском языке)
- — ya (ср. восточный тольский yo 'дерево')